# Вако (король лангобардів)
Вако (†540) — король лангобардів (бл.510-540), син Уніка, правив лангобардами до їх приходу до Італії. Відповідно до Origo Gentis Langobardorum здобув престол, убивши свого дядька Тато. Сини та внуки Тато утекли до гепідів, неодноразово безуспішно намаглись повернути собі трон.
Вако підтримував добрі стосунки з франками і баварцями. Віддав свою доньку Вальдраду заміж за баварського князя Теодебальда. Його онука Теоделінда пізніше була королевою лангобардів.